# Frantz-André Burguet
Pour les articles homonymes, voir Burguet.
Frantz-André Burguet (né le 4 octobre 1938 à La Souterraine et mort le 10 juin 2011 à Paris 15e) est un journaliste, romancier et scénariste français.

## Biographie
Frantz-André Burguet monte à Paris en 1962 quand son premier livre, Le Roman de Blaise est publié par Georges Lambrichs dans sa collection « Le Chemin » aux éditions Gallimard, maison où paraîtront ses cinq romans suivants. Il collabore à La Nouvelle Revue française.
À partir de 1964, il rédige des préfaces et l'appareil critique aux réimpressions du Livre de poche destinées aux grands auteurs classiques (Victor Hugo, Denis Diderot, etc.). En 1966, il traduit de l'italien Cérémonie d'un corps de Giancarlo Marmori, en collaboration avec l'auteur.
En 1970, il fait ses débuts de scénariste auprès de Pierre Koralnik, sur le film Cannabis.
Il quitte la maison Gallimard en 1973, après y avoir publié Grand Canal, que le critique et romancier Yann Moix considère comme son meilleur ouvrage.
Dans l'intervalle, en 1977, il publie chez Grasset, Vanessa, un récit où il imagine sa propre fille en 2004. La même année, il publie un récit sur la vie à la campagne, qui constitue, à contre-courant de son temps, une véritable démystification du phénomène de « retour à la nature ».
Il a travaillé comme journaliste pour Le Monde, L'Express et écrit des critiques littéraires pour le Magazine littéraire, et fut chroniqueur pour l'émission radiophonique Le Masque et la plume.
L'auteur choisit de quitter la scène littéraire au milieu des années 1980, et disparaît de toute vie publique.

## Œuvres littéraires
- 1962 : Le Roman de Blaise, Éditions Gallimard
- 1963 : La Narratrice, Éditions Gallimard
- 1964 : Le Reliquaire, Éditions Gallimard
- 1966 : Le Protégé, Éditions Gallimard
- 1971 : L’Enfant nue, Éditions Gallimard
- 1973 : Grand Canal, Éditions Gallimard
- 1974 : Les Meurtrières, Éditions Grasset
- 1975 : Grand-mère, Éditions Grasset
- 1977 : Vanessa, Éditions Grasset
- 1978 : Attention : campagne !, Éditions Ramsay — lecture partielle sur Gallica.
- 1980 : Le grand amour de Jérôme Dieu, Éditions Grasset
- 1982 : Les Mouettes noires, Éditions Belfond — lecture partielle sur Gallica.

## Filmographie

### Cinéma
Dialogue et scénario :
- 1970 : Cannabis de Pierre Koralnik
- 1973 : Les Granges Brûlées de Jean Chapot
- 1973 : La Sainte Famille de Pierre Koralnik
- 1977 : Servante et maîtresse de Bruno Gantillon

### Télévision
Dialogue et scénario :
- 1973 : Un Grand Blessé[4] de Gérald Duduyer
- 1981 : Les Femmes du lac (épisode de la série Les Héritiers) de Bruno Gantillon